# Elaine Feinstein

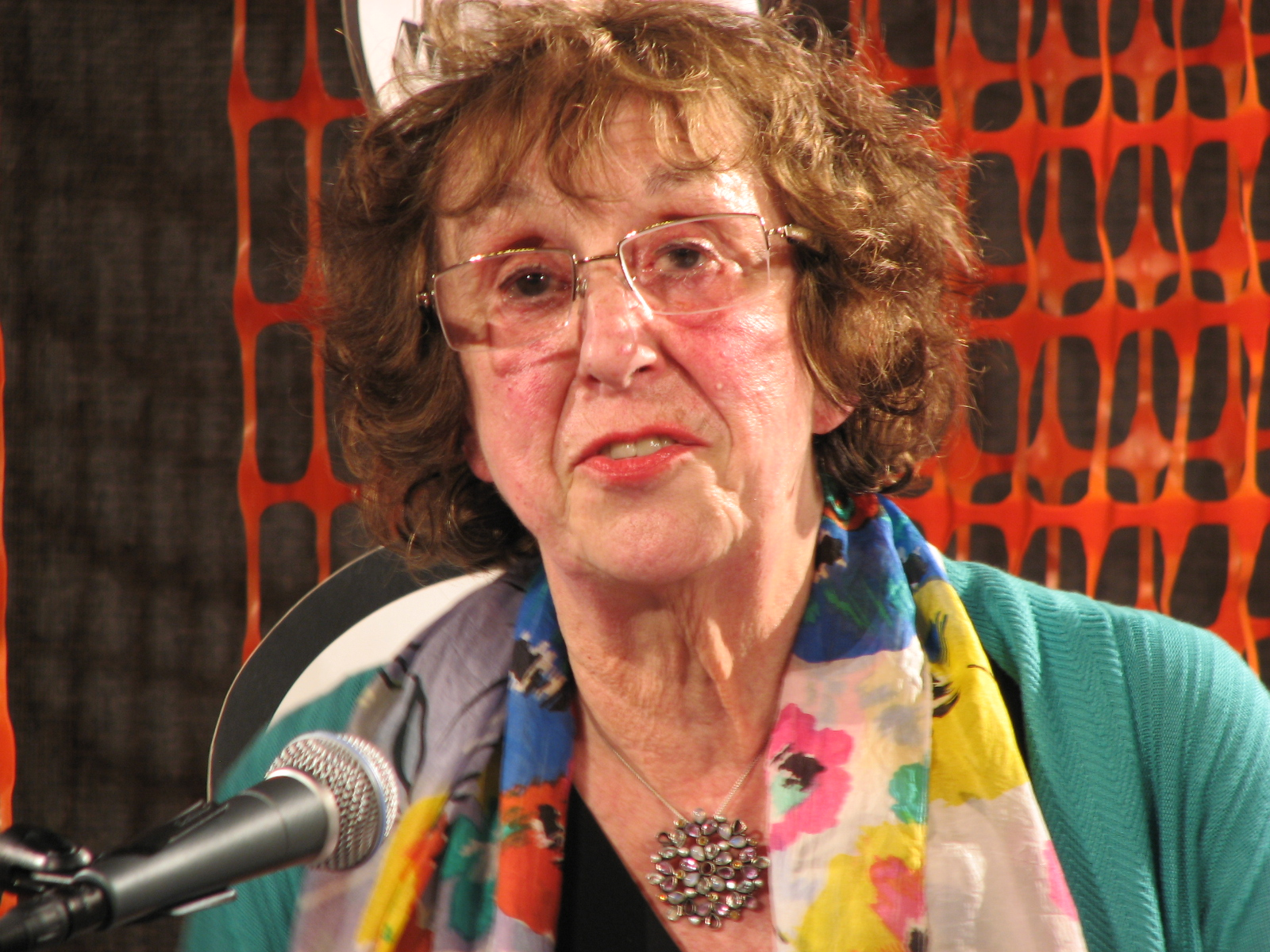
Elaine Feinstein (2011)

Elaine Feinstein (geboren 24. Oktober 1930 in Bootle; gestorben 23. September 2019 in London) war eine britische Schriftstellerin.

## Leben
Elaine Cooklin war die Tochter eines Möbeltischlers, ihre vier jüdischen Großeltern waren alle aus Odessa nach Großbritannien emigriert, zwei Brüder der Mutter hatten in Cambridge studiert. Sie wuchs in Leicester auf, wo sie die öffentliche Schule besuchte. Die Aufdeckung der NS-Verbrechen gegen Ende des Zweiten Weltkriegs konfrontierte sie mit der jüdischen Herkunft ihrer Familie, ein Thema, das sie später aufnahm.
Cooklin studierte am Newnham College der University of Cambridge. Sie heiratete 1956 den Chemiker und Immunologen Arnold Feinstein (1926–2002), einen Cousin des Schauspielers Leonard Fenton. Sie hatten drei Söhne. Arnold kämpfte sich durch die Anfänge einer Wissenschaftlerkarriere, und Elaine sorgte für den Haushalt und stand seine Ehekrisen und Untreue in „vor-feministischer Weise“ (a „pre-feminist woman“, Bryan Cheyette, TLS, 2014) durch. Wahrscheinlich nahm er ihre Schreibarbeit nicht allzu ernst. Sie arbeitete als Lektorin für Cambridge University Press (1960–62) und als Englischlehrerin am Bishop’s Stortford Training College (1963–66). Ihr erster Gedichtband In a Green Eye erschien 1966. Der Schriftsteller Donald Davie holte sie 1967 als Assistant Lecturer an die University of Essex. Sie arbeitete dort bis 1970 und veröffentlichte 1971 einen Band mit übersetzten Gedichten von Marina Zwetajewa.
Feinstein schrieb Lyrik, Romane, Erzählungen, Dramen, Biografien und Übersetzungen. Ihr erster Roman The Circle erschien 1970. In dem Jahr wurde das Reglement für den Man Booker Prize geändert, so dass die Bücher des Jahres bei der Auswahl nicht berücksichtigt wurden. Als die Preisvergabe 2010 mit dem Lost Man Booker Prize nachgeholt wurde, kam ihr Erstlingsroman auf die Longlist. Feinstein hat eine Anzahl von Hörspielen und Fernsehspielen geschrieben, die bei BBC oder ITV produziert wurden. Unter ihren Biografien sind eine der Sängerin Bessie Smith, eine des Schriftstellers D. H. Lawrence und eine mehrfach übersetzte der russischen Schriftstellerin Anna Achmatowa. Mit Ted Hughes war sie befreundet, seine Schwester und Mentorin Olwyn Hughes war auch ihre Agentin. Feinstein schrieb eine wohlwollende Biografie über Hughes. Sie war Übersetzerin aus dem Russischen. In einer Biografie heißt es, beim Übersetzen habe sie ihre eigene literarische Stimme gefunden. Sie besuchte in der Zeit des Kalten Krieges und der Entspannung mehrfach osteuropäische Länder und unterstützte dort die Dissidenten.
Feinstein erhielt 1990 den Literaturpreis Cholmondeley Award und einen Ehrendoktor der University of Leicester, sie wurde wiederholt in die Jury namhafter Literaturpreise eingeladen. Feinstein ist Fellow der Royal Society of Literature und wurde 2007 in deren Vorstand gewählt.
Feinstein lebte zuletzt in London.

## Werke (Auswahl)
- Bessie Smith: Lives of Modern Women Series. Penguin/Viking, London 1985.
- A Captive Lion: The Life of Marina Tsvetayeva. Hutchinson, L0ndon 1987.
  - Marina Zwetajewa. Eine Biographie. Übersetzung Hans J. Schütz. Frankfurter Verlags-Anstalt, Frankfurt am Main 1990, ISBN 3-627-10018-2.
- Lawrence’s Women. HarperCollins, London 1993.
- Pushkin. Weidenfeld & Nicholson, London 1998.
- Ted Hughes : The Life of a Poet. Weidenfeld & Nicholson, 2001.
- Anna of all the Russias: A Life of Anna Akhmatova. Weidenfeld & Nicolson, 2005.
- It Goes with the Territory: Memoirs of a Poet. Autobiografie. Alma, London 2013.

Lyrik
- The Selected Poems of Marina Tsvetayeva. Oxford University Press, Oxford 1961.
- In a Green Eye. Goliard Press, London 1966.
- The Magic Apple Tree. Hutchinson, London 1971.
- At the Edge. Sceptre Press, London 1972.
- The Celebrants and Other Poems. Hutchinson, London 1973.
- Three Russian Poets: Margarita Aliger, Yunna Morits, Bella Achmadulina. Übersetzung Elaine Feinstein. Carcanet Press, Manchester 1976.
- Some Unease and Angels. Hutchinson, London 1977.
- The Feast of Eurydice. Faber & Faber, London 1980.
- Badlands. Hutchinson, London 1987.
- City Music. Hutchinson, London 1990.
- Selected Poems. Carcanet Press, Manchester 1994.
- Daylight. Carcanet Press, Manchester 1997.
- (Hrsg.): After Pushkin. Folio Society & Carcanet Press, London 1999.
- Gold. Carcanet Press, Manchester 2000.
- Collected Poems and Translations. Carcanet Press, Manchester 2002.
- Talking to the Dead. Carcanet Press, Manchester 2007.
- Bride of Ice: New Selected Poems of Marina Tsvetayeva. Carcanet Press, Manchester 2009.
- Cities. Carcanet Press, Manchester 2010.

Romane
- The Circle. Hutchinson, London 1973.
- The Amberstone Exit. Hutchinson, London 1974.
- The Glass Alembic, as The Crystal Garden. Hutchinson, London 1978.
- Children of the Rose. Hutchinson, London 1976.
- The Ecstasy of Dr Miriam Garner. Hutchinson, London 1976.
- The Shadow Master. Hutchinson, London 1978.
- The Survivors. Hutchinson; London, New York 1991.
- The Border. Hutchinson, London 1985.
- Mother’s Girl. Hutchinson, London 1990
- All You Need. Hutchinson, London 1991.
- Loving Brecht. Hutchinson, London 1993.
- Dreamers. Macmillan, London 1994.
- Lady Chatterley’s Confession. Macmillan, London 1995.
- Dark Inheritance. Women’s Press, London 2001.
- The Russian Jerusalem. Carcanet Press, Manchester 2008.

Short stories
- Matters of Chance. Covent Garden Press, London.
- The Silent Areas. Hutchinson, London.